# Institut für Zukunftsstudien und Technologiebewertung
Das IZT – Institut für Zukunftsstudien und Technologiebewertung ist eine außeruniversitäre Forschungseinrichtung für Zukunftsforschung und Technologiebewertung in Berlin.
Die Forschungstätigkeit richtet sich auf die Unterstützung von Entscheidungsträgern in Wirtschaft und Gesellschaft durch die Bereitstellung von Wissen zur Förderung innovativer Produkte, Prozesse und Dienstleistungen sowie praxisnahem Handlungswissen.

## Überblick
Das Institut wurde – unter Beteiligung der Zukunftsforscher Robert Jungk, Dietrich Goldschmidt und Ossip K. Flechtheim – 1981 in Berlin von dem Physiker und Soziologen Rolf Kreibich sowie dem Architekten und Stadtplaner Jakob Schulze-Rohr gegründet.
Die Motivation bei der Gründung bestand in einer festen Verankerung der wissenschaftlichen Zukunftsforschung in Deutschland. Das Forschungsinstitut hat sich von Beginn auf die Analyse und Mitgestaltung neuer Technologien ausgerichtet und verpflichtet sich dem Leitbild der nachhaltigen Entwicklung. Es ist international orientiert und kooperiert mit zahlreichen europäischen und außereuropäischen Forschungseinrichtungen, es versteht sich als unabhängig und gemeinnützig.
In bisher über 400 Forschungsprojekten beschäftigen sich die Studien des IZT vor allem mit der Entwicklung und Bewertung ökologischer Produkte, der Erstellung neuer Strategien rationeller Energienutzung und der Bewertung der Einflüsse von Informations- und Kommunikationstechnologien auf Privatsphäre, Umwelt und Gesundheit.
30 Wissenschaftler aus Natur-, Sozial-, Kultur-, Wirtschafts-, Ingenieur- und Geisteswissenschaften arbeiten in interdisziplinär ausgerichteten Projektteams. Die Forschungsergebnisse werden in Fachverlagen wie dem Springer Verlag sowie in drei eigenen Publikationsreihen des IZT veröffentlicht. Roland Nolte ist Geschäftsführer des IZT und der Mobilitäts- und Zukunftsforscher Stephan Rammler war von Oktober 2018 bis Juli 2023 der wissenschaftliche Direktor. Stephan Rammler ist seit 2023 externer Gesellschafter.

## Themenschwerpunkte
- Zukunftsforschung und Partizipation
  - Angewandte Zukunftsforschung
  - Theorie- und Methodenentwicklung
  - Soziale Innovationen
- Nachhaltigkeit und Transformation
  - Governance, Lernen
  - Energie, Ressourcen, Emissionen
  - Infrastruktur, Stadt, Mobilität
- Technologie und Innovation
  - Zukunftsmärkte
  - Technikgestaltung
  - Dienstleistungsentwicklung

## Auftraggeber
Das IZT wirbt sein Budget überwiegend aus Drittmitteln ein. Wichtige Kunden sind die EU-Kommission und internationale Organisationen, Bundes- und Länderministerien, Unternehmensverbände, Einzelunternehmen, Stiftungen und nationale Institutionen der Technikfolgenabschätzung.

## Methoden
Das IZT hat langjährige Erfahrung mit den Methoden der partizipativen Zukunftsforschung (Zukunftswerkstätten, Szenarioentwicklung, Delphimethode etc.). In den laufenden Projekten werden Forschungsansätze aufgegriffen und weiterentwickelt, wie z. B. Nachhaltigkeitsbewertung, Roadmapping, Identifikation von Fokusgruppen, Benchmarking, Technologie-Früherkennung und Service-Engineering.

## Gremien
Der wissenschaftliche Beirat besteht aus:
- Christine Ahrend (1. Vizepräsidentin für Forschung, Berufung und Nachwuchsförderung der Technischen Universität Berlin)
- Hans-Liudger Dienel (Deutscher Technikhistoriker und wissenschaftlicher Geschäftsführer des Zentrums Technik und Gesellschaft der Technischen Universität Berlin)
- Felix Ekardt (deutscher Jurist, Philosoph und Soziologe)
- Maximilian Gege (Gründungsmitglied und Vorsitzender des Bundesdeutschen Arbeitskreises für Umweltbewusstes Management)
- Hartmut Graßl (Vorsitz) (em. Prof. am Max-Planck-Institut für Meteorologie, Hamburg)
- Armin Grunwald (ITAS/KIT Karlsruhe)
- Martin Jänicke (em. Prof. der FU Berlin Forschungsstelle Umweltpolitik)
- Lenelis Kruse-Graumann (Professorin für Psychologie an der Universität Heidelberg und Vizepräsidentin der UN-Dekade für Nachhaltige Bildung)
- Peter H. Mettler (em. Prof. der Hochschule Wiesbaden)
- Reinhold Popp (ehemaliger wissenschaftlicher Leiter des Zentrums für Zukunftsstudien, Fachhochschule Salzburg)
- Uwe Schneidewind (Präsident Wuppertal-Institut für Klima, Umwelt, Energie)
- Walter C. Zimmerli (Brandenburgische Technische Universität Cottbus).

## IZT-Zukunftspreis
Für „soziale Phantasie“ und kreative Innovationen vergibt das IZT seit 2004 den IZT-Zukunftspreis. Die Auszeichnung wird alle zwei Jahre verliehen und jeweils unter ein anderes relevantes Thema der Zukunftsforschung gestellt.